# بناهای یادبود بودایی هوریو جی
بناهای یادبود بودایی هوریو جی که شامل چندین ساختمان مختلف در هوریو–جی و هوکی–جی در نارای ژاپن می‌شود در فهرست میراث جهانی یونسکو قرار دارد.
این بناهای تاریخی همراه با مناظر اطرافشان با پشت سر گذاردن ضوابط بسیاری، برای وارد شدن به این فهرست برگزیده شدند . ساختمان‌های ثبت شده، برخی از قدیمی‌ترین ساختمان‌های چوبی باقی‌مانده در جهان می‌باشند که قدمت آن‌ها به قرون ۷ و ۸ می‌رسد . هم چنین بسیاری از بناهای یادبود، از گنجینه‌های ملی ژاپن هستند و بازتابی از دوره نفوذ بودا در ژاپن می‌باشند . 
ساختمانها شامل ۲۱ ساختمان در معبد شرقی هوریو – جی ، ۹ ساختمان در معبد غربی ، ۱۷ صومعه و ساختمانهای دیگر و یک پاگودا در هوکی - جی هستند .

## مکان ها
| نام                 | نوع      | مکان       | نگاره |
| ------------------- | -------- | ---------- | ----- |
| ساختمان‌های هوریو–جی | پرستشگاه | استان نارا |       |
| هوک – جی پاگودا     | پرستشگاه | استان نارا |       |